# Gillian Whitehead
Dame Gillian Karawe Whitehead DNZM (Hamilton, 23 d'abril del 1941) és una coneguda compositora neozelandesa, d'origen Māori Ngāi Te Rangi. La seva herència Māori ha tingut una influència important en la seva composició.

## Primers anys
Whitehead, descendent de la iwi Ngāi Te Rangi, va créixer a la petita ciutat de Whangarei, capital de Northland, en un ambient impregant de música. El seu pare, Ivan Whitehead, era director de la Waipu Choral Society, entre d'altres corals, i era professor de veu i piano. La seva mare, Marjorie Whitehead, era la pianista acompanyant oficial de la radio local de Whangarei, tocava en competicions de la ciutat i era pianista acompanyant de nombrosos concerts corals.
Amb sis anys, Gillian va rebre les seves primeres classes de piano de la mà de la seva mare. Ben aviat, però, començà a estudiar piano a Auckland, amb Hannah Stratford, amb qui hi estigué del 1948 fins al 1951 aproximadament. Des de ben petita estigué envoltada de música: cantà freqüentment a la coral del seu pare; assistí a numerosos concerts de la Orquestra Nacional (actualment coneguda com a la "New Zealand Symphony Orchestra"); a part del piano rebé també classes de violí; tocà música de cambra amb la seva família, etc.
Els seus primers intents compositius foren entre 1954 i 1958. Amb 17 anys, en una carta a la seva mare, deixà ben clara la seva vocació de ser compositora.

## Educació
Va estudiar a la Universitat d'Auckland des del 1959 al 1962 amb el professor Ron Tremain (1923-2002), qui la va introduir en el món de Stockhausen i Maxwell Davies. El 1963 Whitehead es va mudar a Wellington per a estudiar a la Universitat Victòria de Wellington, on s'hi va graduar amb Honors el 1964. Tot seguit, començà a estudiar un Màster a la Universitat de Sydney amb Peter Sculthorpe entre 1964 i 1965, i es graduà en MMus el 1966, amb una tesi dedicada als instruments Māori tradicionals. Aquell mateix any va assistir a un curs de composició impartit per Peter Maxwell Davies, de qui va quedar tan impressionada pel seu enfocament de l'anàlisis i la composició, que va decidir marxar a Adelaida durant un semestre per a estudiar amb ell. Finalment, l'any 1967, va anar a viure a Anglaterra per continuar amb la seva carrera professional.

## Carrera professional
Whitehead va treballar a Londres com a compositora i copista durant dos anys. Allà seguí assistint a classes amb Maxwell Davis, però d'una manera més informal i menys regular. El 1969, havent rebut una beca del New Zealand Arts Council, va passar divuit mesos treballant a Portugal i a Itàlia, fins al 1970. Durant els següents set anys, continuà component de manera independent, establida, principalment, al Regne Unit. Des del 1978 al 1980, ocupà una plaça acadèmica al Nord d'Anglaterra i fou compositora resident a Northern Arts, adjunta a la Universitat de Newcastle. A canvi d'impartir classes un dia cada dues setmanes a la universitat, podia passar la resta del temps component.
Un aspecte important de la seva estada a Londres foren les seves col·laboracions amb l'ensemble contemporània "The Fires of London" (abans anomenada "The Pierrot Players"), amb qui estrenà, per primer cop, una obra (Pakuru) a Londres.
El 1981 retornà a New South Wales, per tal de formar part del departament de Composició del Sydney Conservatorium of Music. Va ser la cap del departament durant quatre anys, moment en el qual va idear, conjuntament amb els seus companys, un sistema de treball que consistia en passar sis mesos ensenyant i sis mesos component. Gràcies a això, al llarg d'aquests anys, va poder compondre nombroses obres per a cambra, instruments solistes, orquestra, així com també tres òperes.
El 1989 esdevingué compositora resident, durant sis setmanes, a la Universitat Victoria de Wellington, on va compondre Resurgences, una obra de catorze minuts per a orquestra. L'any 1991 va saber que tenia càncer de pit i va deixar d'ensenyar durant un any i mig per tal de recuperar-se. Posteriorment, va seguir ensenyant al Conservatori de Syndey. El 1992 aconseguí la beca Mozart a la Universitat d'Otago, a Dunedin, on va escriure Angels Born at the Speed of Light, una obra per a quartet de corda. Finalment, l'any 1996, va deixar el Conservatori.
Des de llavors ha passat la major part del seu temps a Nova Zelanda, on ha rebut numerosos elogis i premis al llarg dels anys. Entre el 2000 i el 2001 va ser compositora resident de la Auckland Philarmonia, on va compondre la seva obra orquestral principal, The Improbable Ordered Dance, la qual va rebre el premi SOUNZ Contemporary Award (New Zealand), el 2001. Del 1998 al 2003 va ser presidenta de l' Associació de Compositors de Nova Zelanda. Entre el 2005 i el 2006 fou la compositora resident de l'Escola de Música de Nova Zelanda a la Universitat de Victoria. Va ser, també, la primera compositora resident que va poder allotjar-se a la Residència Lilburn. L'any 2009, Whitehead fou una de les artistes residents del Henderson Arts Trust de 2009, a Alexandra.

## Composicions
Whitehead ha estat una compositora prolífica, amb múltiples obres per a instrument solista, cambrístiques, corals, vocals, orquestrals i operístiques, la majoria compostes per encàrrec directe d'intèrprets o organitzacions. Algunes de les seves composicions han estat enregistrades i publicades, incloent-hi un CD de les seves obres de cambra per Wai-te-ata Music Press i una gravació de la seva òpera, Outrageous Fortune.
Una de les seves obres per a instrument solista més conegudes és The Journey of Matuku Moana (1992), per a violoncel. Es tracta d'un encàrrec del violoncelista australià Georg Pedersen i ha estat enregistrada dues vegades, primer pel mateix Pedersen i després pel violoncelista rus instal·lat a Nova Zelanda, Alexander Ivashkin. També ha estat utilitzada com a música per a un espectacle de dansa (Off My Chest) de Jan Bolwell i com a banda sonora del documental sobre el càncer de pit "Titless Wonders", de Gaylene Preston. La violoncelista per a ambdues presentacions fou Rowan Prior, violoncelista de la Orquestra Simfònica de Nova Zelanda. Whitehead va compondre aquesta obra mentre estava rebent tractament per al càncer de mama.
Un exemple de les seves múltiples obres cambrístiques és Clouds over Mata-au (2010), per a quartet de corda, escrita per l'Stamic Quartet. Whitehead va compondre aquesta obra inspirada en Central Otago, on el 2009, tal com ja s'ha mencionat a l'apartat anterior, havia estat fent una residència a la casa Henderson House.
Una obra per a orquestra simfònica que també fou enregistrada en CD, el 1995, per la New Zealand Symphony Orchestra, fou Resurgences (1989), estrenada a Edinburgh el desembre del 1998 per la BBC Scottish Symphony Orchestra i dirigida per Kenneth Young. Va ser composta durant la seva residència de sis setmanes a la Victoria University. L'obra, segons paraules de la mateixa compositora, tracta de: "living away from the sea and being drawn back to ideas of the sea, ideas that are very strong with all New Zealanders — looking out to distant horizons".
Un altre encàrrec important fou Turanga-nui (2018), que la New Zealand Symphony Orchestra va demanar a Whitehead, per tal de commemorar el 250è aniversari de l'arribada del Capità Cook a Nova Zelanda. L'obra parla de l'arribada del capità Cook i els seus homes, el 8 d'octubre de 1769, a la terra de Turanga-nui-a-kiwa, l'actual Gisborne. Gillian escriu que mentre componia "va considerar el que Cook i el seu partit, i els maoris arribats aquí segles abans, haurien sentit: alleujament i eufòria d'haver arribat a terra ferma juntament amb una major consciència, aprensió, meravella i por. Per als iwi, en canvi, que ja hi vivien, curiositat, aprensió potser, però sense coneixement previ de com els visitants amenaçarien i canviarien la seva manera de veure el món".
Actualment té escrites nou òperes. L'òpera Outrageous Fortune (1998), per exemple, va ser encarregada pel Grup d'Òpera Commemorativa d'Otago, Te Atamira Whakamaumahara, per commemorar els 150 anys de la fundació de la ciutat de Dunedin i la província d'Otago. Es tracta d'una òpera de cambra en dos actes, escrita per a un (o idealment dos) intèrprets de Taonga puoro (instruments tradicionals Maori), ensemble i sis cantants solistes. Una altra òpera, The Art of Pizza (1995), per a ensemble, quatre solistes i petit cor de 8 o 9 persones, fou encarregada per Chamber Mode, un grup operístic de Melbourne. Aquesta està ambientada en un centre comercial de Sydney i analitza la situació dels refugiats. La seva primera òpera fou Tristan and Iseult (1975), escrita per a ensemble instrumental, quatre cantants, mims i titelles.

### Influència de l'herència Māori i els seus instruments
Ja mentre vivia a Londres, Whitehead va començar a utilitzar temes Māori en la seva obra. Un exemple és la composició Pakuru (1967), per a baríton i conjunt, la qual es basa en dites Māori i en el cicle de les estacions de l'any. També podem citar l'obra Ahotu (o matenga), escrita el 1984, que és la sisena obra d'una sèrie de peces instrumentals basades en les fases de la lluna. Aquesta en concret es refereix al setè dia del cicle lunar Māori i està escrita per a flauta, trombó, percussió i 2 teclistes.
Fou als anys 90, però, quan conegué Hirini Melbourne (poeta i compositor que als anys 20 va iniciar una profunda recerca dels sons originals Maori) i Richard Nunns (flautista expert en instruments Māori) i començà a incorporar a la seva obra els taonga pūoro (instruments tradicionals Māori). En la seva conferència de Lilburn, el 2019, va examinar com utilitzava els sons d'aquests instruments.
Algunes de les seves obres que inclouen els taonga pūoro son Ipu (1998),  Outrageous Fortune (1998), Hineraukatauri (1999)', dedicada al mateix Richard Nunns i a Alexa Still (una important flautista de Nova Zelanda) i Hineputehue (2001), escrita pel New Zealand String Quartet i interpretada al International Festival of the Arts, a Wellington, el 2002.

### Ús de quadrats màgics
Al igual que Peter Maxwell Davies i d'altres compositors, Whitehead ha fet ús dels quadrats màgics en la seva composició. Va descobrir-los per primera vegada als anys 70 i els va utilitzar durant els següents 20 anys.
Segons paraules de la compositora en una entrevista realitzada per Elizabeth Kerr: :"I was flipping through a book and saw one of these magic squares, with numbers from one to thirty-six, but arranged in such a way that the six numbers of the verticals, horizontals and diagonals all added up to the same number. Then I thought 36 notes, thirty-six numbers; three times twelve notes, and I started by building six-note groups out of that. I also used the squares for rhythmic articulation."
A la dècada de 1980, quan es va traslladar a Sydney, va començar a utilitzar aquests quadrats amb bastanta llibertat, i en peces posteriors, els va combinar també amb nombres primers.
Tot i que els quadrats han romàs com a punt de partida en la seva composició, amb el temps va començar a compondre d'una manera més instintiva. Els quadrats màgics, que es fonamenten en un enfocament sistemàtic, son per a ella una ajuda amb l'estructura inicial d'una composició. Sovint, no obstant, es tracten només de punts de partida dels quals, després, se n'allunya i no segueix estrictament.
Un exemple d'obra estructurada a partir de quadrats màgics és Moon Tides and Shoreline (1900), per a quartet de corda, escrit pel New Zealand String Quartet. També l'obra Taurangi (1999), per a flauta i piano, va ser, al principi, estructurada amb aquests quadrats, tot i que d'una manera bastant lliure.

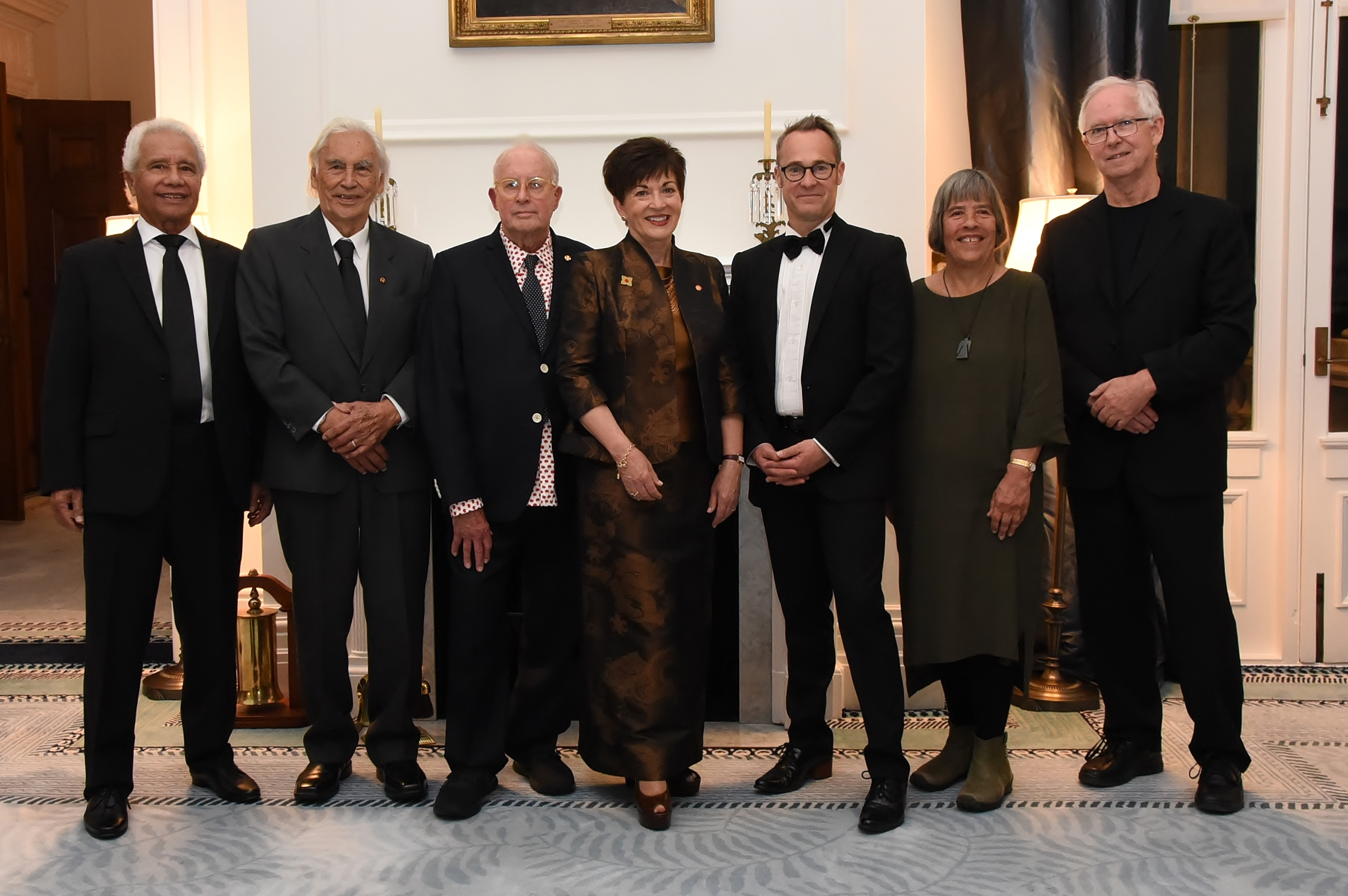
2018 Arts Foundation of New Zealand Icon Awards. Un esdeveniment al Government House, Wellington, Nova Zelanda

## Honors i premis
- En els 1999 New Year Honours, Whitehead va ser nomenada membre del New Zealand Order of Merit, pels seus serveis a la música.[28]
- Ha rebut dos premis de l' Arts Foundation de Nova Zelanda: 
  - Arts Foundation Laureate el 2000.
  - Arts Foundation Icon el 2018, com a reconeixement per la seva contribució a la cultura de Nova Zelanda.[29][30][4]
- La Victoria University of Wellington li va concedir un DMus honorífic el 2003.[31]
- L'any 2007 va rebre la Composers Association KBB/CANZ Citation pels seus serveis a la música.[5]
- En els 2008 Queen's Birthday Honours, va ser ascendida a Distinguished Companion of the New Zealand Order of Merit, també pels seus serveis a la música.[32]
- El 2009, després del restabliment dels honors titulars pel govern de Nova Zelanda, Whitehead va acceptar la redesignació com a Dame Companion of the New Zealand Order of Merit.[33]
- El 2021 va rebre el Ngā Tohu ā Tā Kingi Ihaka/Sir Kingi Ihaka Award, en reconeixement de la seva contribució a ngā Toi Māori.
- El Juny del 2024 rep l'Ngā Tohu Toi Award.[34]

## Obres seleccionades

### Obres orquestrals
- Resurgences(1989)
- ... the improbable ordered dance... (2000)
- Turanga-nui (2017)
- Retrieving the fragility of peace(2022)

### Òperes
- Tristan and Iseult (1976)
- The King of the Other Country (1983) – libretto de Fleur Adcock
- The Art of Pizza (1995) – libretto d'Anna Maria Dell'Oso
- Outrageous Fortune (1998)
- Iris dreaming (2016)
- Mate Ururoa (2021)

### Obres vocals i instrumentals
- Pakuru (1967) - basat en el poema de Hone Tuwhare  "Thine own hands have fashioned"
- Inner Harbor (1979) - basat en poemes de Fleur Adcock
- Hotspur (1980) - basat en poemes de Fleur Adcock

### Obres per a Ensemble
- At night the garden was full of voices (1977)
- Ahotu (ō matenga) (1984)
- Clouds over Mata-au (2010)
- Ad Parnassum – Purapurawhetū (2021)